# Jonas Rivera

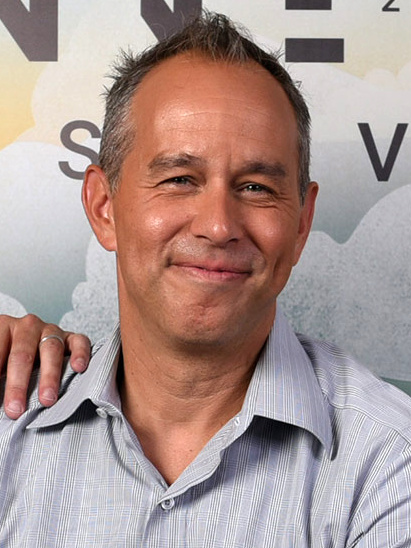
Jonas Rivera beim Festival d’Animation Annecy 2019

Jonas Rivera (* 2. Mai 1971 in Castro Valley, Kalifornien) ist ein US-amerikanischer Filmproduzent, Produktionsmanager, Schauspieler und Synchronsprecher, der 2010 erstmals für einen Oscar nominiert wurde und 2016 sowie 2020 einen gewann.

## Leben
Rivera studierte an der San Francisco State University Filmproduktion. 1994 trat er den Pixar Animation Studios bei, wo er seither an beinahe jedem von diesem Studio produzierten Film beteiligt war. Seine Tätigkeit an dem Film Cars umfasste sowohl die des Produktionsmanagers als auch eine Synchronisation des Charakters Boost für den Film selbst und für das zugehörige Videospiel. Seine bisher erfolgreichsten Filme sind Oben, für den er 2009 für einen Oscar in der Kategorie Bester animierter Spielfilm nominiert wurde, sowie Alles steht Kopf und A Toy Story: Alles hört auf kein Kommando, die beide mit einem Oscar ausgezeichnet wurden.
Rivera ist verheiratet und Vater von zwei Töchtern.

## Filmografie (Auswahl)

### Produzent
- 2009: Oben (Up)
- 2015: Alles steht Kopf (Inside Out)
- 2019: A Toy Story: Alles hört auf kein Kommando (Toy Story 4)

### Produktionsmanager
- 2006: Cars

### Mitarbeiter der Kunstabteilung
- 1995: Toy Story
- 1998: Das große Krabbeln (A Bug’s Life)
- 1999: Toy Story 2
- 2001: Die Monster AG (Monsters, Inc.)

### Schauspieler/Synchronsprecher
- 2006: Cars
- 2009: The Movie Loft (Fernsehserie)

## Auszeichnungen
- 2010: Visual Effects Society Award: Auszeichnung in der Kategorie Beste Animation in einem Animationsfilm für Oben
- 2010: Online Film & Television Association Film Awards: OFTA Award in der Kategorie Bester animierter Spielfilm für Oben
- 2010: Producers Guild of America Award: PGA Award in der Kategorie Bester Produzent eines animierten Kinofilms für Oben
- 2010: American Film Institute Award: Auszeichnung in der Kategorie Film des Jahres für Oben
- 2010: Oscar: Nominierung in der Kategorie Bester animierter Spielfilm für Oben
- 2016: Oscar: Oscar in der Kategorie Bester animierter Spielfilm für Alles steht Kopf (Inside Out)
- 2016: Online Film & Television Association Film Awards: OFTA Award in der Kategorie Bester animierter Spielfilm für Alles steht Kopf (Inside Out)
- 2016: Producers Guild of America Award: PGA Award in der Kategorie Beste Produktion eines animierten Kinofilms für Alles steht Kopf (Inside Out)
- 2019: Hollywood Film Awards: Auszeichnung in der Kategorie Animation des Jahres für A Toy Story: Alles hört auf kein Kommando
- 2020: Oscar: Oscar in der Kategorie Bester animierter Spielfilm für A Toy Story: Alles hört auf kein Kommando
- 2020: Awards Circuit Community Awards: ACCA in der Kategorie Bester animierter Spielfilm für A Toy Story: Alles hört auf kein Kommando
- 2020: Gold Derby Awards: Auszeichnung in der Kategorie animierter Spielfilm für A Toy Story: Alles hört auf kein Kommando
- 2020: Latino Entertainment Journalists Association Film Awards: LEJA Award in der Kategorie Bester animierter Spielfilm für A Toy Story: Alles hört auf kein Kommando
- 2020: Online Film & Television Association Film Awards: OFTA Award in der Kategorie Bester animierter Spielfilm für A Toy Story: Alles hört auf kein Kommando
- 2020: Producers Guild of America Award: PGA Award in der Kategorie Beste Produktion eines animierten Kinofilms für A Toy Story: Alles hört auf kein Kommando